# HD 63433
HD 63433 è una stella nana gialla, come il Sole, di magnitudine 7,0, situata nella costellazione dei Gemelli. Dista 73 anni luce dal sistema solare.

## Caratteristiche fisiche
La stella è una nana gialla nella sequenza principale, molto simile al Sole, avendo un raggio pari al 91% di quello del Sole, una massa pari al 99% e una temperatura media di poco inferiore, ma un'età molto più bassa, pari a un decimo di quella del Sole.

## Sistema planetario
Nel 2020 sono stati individuati in orbita attorno alla stella due pianeti e un terzo nel 2024.

### Prospetto del sistema
Di seguito un prospetto dei pianeti orbitanti attorno alla stella.
| Pianeta | Tipo        | Massa   | Raggio  | Periodo orb. | Sem. maggiore | Eccentricità | Incl. orbita | Scoperta |
| ------- | ----------- | ------- | ------- | ------------ | ------------- | ------------ | ------------ | -------- |
| d       | super Terra |         | 1,07 R⊕ | 4,21 giorni  | 0,0503 UA     | 0,16         | 88,73        | 2024     |
| b       | nettuniano  | 29,9 M⊕ | 2,14 r⊕ | 7,11 giorni  | 0,0719 UA     | 0,129        | 88,8         | 2020     |
| c       | nettuniano  | 15,3 M⊕ | 2,67 r⊕ | 20,54 giorni | 0,1458 UA     | 0,097        | 89,05        | 2020     |